# Malaysia i olympiska sommarspelen 1992
Malaysia deltog i de olympiska sommarspelen 1992 med en trupp, men ingen av landets deltagare erövrade någon medalj.

## Friidrott
Herrarnas 110 meter häck
- Nurherman Majid
  - Heat — 14,34 (→ gick inte vidare)

## Landhockey
Herrar
Gruppspel
| Lag           | P | W | D | L | GF | GA | GD  | Poäng |
| ------------- | - | - | - | - | -- | -- | --- | ----- |
| Pakistan      | 5 | 5 | 0 | 0 | 20 | 6  | +14 | 10    |
| Nederländerna | 5 | 4 | 0 | 1 | 20 | 10 | +10 | 8     |
| Spanien       | 5 | 3 | 0 | 2 | 15 | 11 | +4  | 6     |
| Nya Zeeland   | 5 | 1 | 0 | 4 | 7  | 12 | –5  | 2     |
| OSS           | 5 | 1 | 0 | 4 | 12 | 20 | –8  | 2     |
| Malaysia      | 5 | 1 | 0 | 4 | 9  | 24 | –15 | 2     |